# Pidonia lucida
Pidonia lucida là một loài bọ cánh cứng trong họ Cerambycidae.